# Biszara al-Churi
Biszara al-Churi (arab. بشارة الخوري, fr. Béchara El-Khoury, ur. 10 sierpnia 1890 w Alajh, zm. 1 stycznia 1964 w Bejrucie) – libański polityk, maronita, pierwszy prezydent niepodległego Libanu w latach 1943–1952 roku z 11-dniową przerwą (11-22 listopada 1943). Dwukrotnie był również premierem Libanu: 1927–1928 i w 1929. Był jedną z najważniejszych postaci w walce o niepodległość.
Jego córka Huguette Caland była uznaną w zachodnim świecie malarką, rzeźbiarką i projektantką mody.

## Życiorys
Al-Churi z wykształcenia był prawnikiem, studiował w Bejrucie i Paryżu. Dwukrotnie startował w wyborach prezydenckich. W 1936 roku przegrał z Émile Eddé, a w wyborach z roku 1943 został wybrany na prezydenta. Zanim jednak został głową państwa założył partię Ad-Dustour i dwukrotnie był premierem Libanu. Al-Churi był postrzegany za nacjonalistę i zdecydowanie sprzeciwiał się francuskiej obecności w Libanie. Dlatego właśnie, już jako prezydent, 11 listopada 1943 roku został przez Francuzów aresztowany i na 11 dni zamknięty w wieży w Raszai. Razem z prezydentem uwięzieni zostali Rijad as-Sulh (premier), Pierre Dżemajel, Kamil Szamun i wielu innych polityków związanych z ruchem niepodległościowym.
Demonstracje przeciwko francuskiej obecności w Libanie doprowadziły do uwolnienia al-Churiego, a w konsekwencji doprowadziły do uzyskania przez Liban niepodległości. Od tamtego momentu 22 listopada 1943 roku jest libańskim Dniem Niepodległości.
Początkowe lata prezydentury al-Churiego to duży wzrost gospodarczy i rozkwit państwa. Sytuacja zmieniła się podczas wojny Izraela o niepodległość toczącej się w latach 1948–1949. Liban brał czynny udział w tej wojnie. Po jej zakończeniu w Libanie osiadło blisko 100 tysięcy palestyńskich uchodźców. Sytuacja wewnętrzna, jak również oskarżenia o korupcję w administracji prezydenckiej, spowodowały liczne demonstracje, po których al-Churi zrezygnował ze swojej funkcji. Miało to miejsce 18 września 1952 roku. Jego następcą został Kamil Szamun.
Postanowieniem z 17 października 1946 r. został przez prezydenta RP Władysława Raczkiewicza odznaczony Orderem Orła Białego w dowód uznania za działalność na rzecz polskich uchodźców przebywających w Libanie.